# Dohrniphora bisetalis
Dohrniphora bisetalis är en tvåvingeart som beskrevs av Borgmeier 1923. Dohrniphora bisetalis ingår i släktet Dohrniphora och familjen puckelflugor. Inga underarter finns listade i Catalogue of Life.